# Anlong
Anlong (chinesisch 安龙县, Pinyin Ānlóng Xiàn) ist ein chinesischer Kreis in der Provinz Guizhou. Er gehört zum Verwaltungsgebiet des Autonomen Bezirks Qianxinan der Bouyei und Miao. Der Kreis Anlong hat eine Fläche von 2.244 km² und zählt 365.000 Einwohner (Stand: Ende 2018). Sein Hauptort ist die Großgemeinde Xin’an (新安镇).

## Administrative Gliederung
Auf Gemeindeebene setzt sich der Kreis aus elf Großgemeinden und fünf Gemeinden zusammen.